# Hahnenberg (Hellenthal)
Hahnenberg ist ein Ortsteil der Gemeinde Hellenthal im Kreis Euskirchen, Nordrhein-Westfalen.
Der Ortsteil liegt südlich von Hellenthal. Am westlichen Ortsrand führt die Kreisstraße 68 vorbei. Das kleine Dorf hat keinen Durchgangsverkehr.
Ein trauriger Tag für den kleinen Ort war der 14. Mai 2007, als ein Tornado durch den Ort sowie durch Rescheid und Urft fegte und erhebliche Schäden anrichtete.
Die VRS-Buslinie 838 der RVK verbindet den Ort, ausschließlich als TaxiBusPlus nach Bedarf, mit seinen Nachbarorten und mit Hellenthal.
| Linie | Verlauf |
| ----- | --- |
| 838   | MiKE (außer im Schülerverkehr): Hellenthal Busbf – Blumenthal – Dommersbach – Kammerwald – Reifferscheid – (Hönningen/Büschem – Dickerscheid – Oberreifferscheid – Hahnenberg –) Wiesen Abzw – (Haus Eichen – Wahld – Hescheld –) Sieberath – Kradenhövel – Unterwolfert – (Unterdalmerscheid – Oberdalmerscheid –) Oberwolfert – Wittscheid – Zehnstelle – Grube Wohlfahrt – Rescheid – Giescheid – Rescheid – Schwalenbach – Kamberg – Schwalenbach – Schnorrenberg (– Neuhaus) |